# حمیده بوکچین توسون
حمیده بوکچین توسون (انگلیسی: Hamide Bıkçın Tosun؛ زادهٔ ۲۴ ژانویهٔ ۱۹۷۸) ورزشکار تکواندو اهل ترکیه است.
وی در مسابقات کشوری و بین‌المللی در مجموع برندهٔ ۲ مدال طلا، ۲ مدال نقره و ۲ مدال برنز شده‌است.